# コ・ソンヒ
コ・ソンヒ（朝: 고성희、1990年6月21日 - ）は、韓国の女優である。

## 略歴・人物
父親の関係で米国で生まれ、高校生の頃よりモデルとして活動後、2013年に映画「怒りの倫理学」で女優デビューした。 その後、片言の韓国語を話す日本人CA役だった映画「ローラーコースター!」や主人公のライバルを演じたドラマ「ミス・コリア」、「夜警日誌」などに出演した。
2014年、「2014年MBC演技大賞」の「女性新人賞」を受賞。
2019年10月、サラムエンターテイメントからMSTeam Entertainmentに移籍。
2022年11月、一般人男性と結婚する。

## 出演

### 映画
- 怒りの倫理学 (2013年、監督:パク・ミョンラン) - ジナ 役[注 1]
- ローラーコースター! (2013年、監督:ハ・ジョンウ) - 日本人CA・南戸 役[4][注 2]
- 私たちの偽装結婚 (2019年、監督:パク・ホチャン、パク・スジン) - パク・ヘジュ 役[11]
- ハッピーニューイヤー (2021年、監督:クァク・ジェヨン) - ヨンジュ役[12]

### テレビドラマ
- ミス・コリア (2013年-2014年、MBC) - キム・ジェヒ役[5]
- 夜警日誌 (2014年、MBC) - トハ役
- スパイ〜愛を守るもの〜 (2015年、KBS) - イ・ユンジン役[13]
- リミット -My Beautiful Bride- (2015年、OCN) - ユン・ジュヨン（ユン・ジュヒ）役
- 嫉妬の化身〜恋の嵐は接近中〜 (2016年、SBS) - オ・スヨン役(17話ゲスト出演)[14]
- あなたが眠っている間に (2017年、SBS) - シン・ヒミン役
- マザー 〜無償の愛〜 (2018年、tvN) - シン・ジャヨン役
- SUITS/スーツ〜運命の選択〜 (2018年、KBS) - キム・ジナ役
- 復讐の女神 (2018年、SBS) - ソ・ウンジ役
- 愛しのホロ (2020年、Netflix) - ハン・ソヨン役
- 風と雲と雨 (2020年、TV朝鮮) - イ・ボンリョン役[15]
- ガウス電子（朝鮮語版、英語版） (2022年、olleh tv・Seezn) - チャ・ナレ役[16]

### バラエティ
- 親切な騎士団 (2017年2月7日、tvN)
- ランニングマン (2017年11月19日、SBS)
- マスターキー (2017年12月30日・2018年1月12日、SBS)